# Веймар (Техас)
Веймар (/ˈwaɪmər/ или, как говорят приезжие /ˈwiːmər/; англ. Weimar) — город в округе Колорадо, штат Техас, США. По результатам переписи 2010 года население составляло 2,151 человек.
В 1873 году жители Веймара находились в предвкушении постройки железной дороги Буффало-Бэй, Бразос и Колорадо, которая должна была проходить через город. Изначально город имел название «Джексон» в честь Д. У. Джексона, уроженца Джорджии и землевладельца, но позже был переименован в «Веймар» в честь города Веймар в Германии.
Расположен на Межштатной автомагистрали 10 и США-90 между Сан-Антонио, Остином и Хьюстоном; в Веймаре преимущественно проживают потомки чешских и немецких американцев.

## История
В 1873 году жители Веймара находились в предвкушении постройки железной дороги Буффало-Бэй, Бразос и Колорадо, которая должна была проходить через город. Изначально город имел название «Джексон» в честь Д. У. Джексона, уроженца Джорджии и землевладельца, который отдал часть своих земель для железной дороги и города. Позже население решило переименовать город в «Веймар»; в ранних записях говорится, что Томас У. Пирс, который уполномочил Джексона продавать земли на этом участке, посетил немецкий Веймар, которым был приятно впечатлен.
Почтовое отделение Веймара было открыто в 1873 году. Городом населённый пункт стал только в 1875 году. После начала с населением в несколько сотен человек, Веймар отметил свою 10 годовщину с населением уже больше 1,000 человек. По мере роста Веймар стал центром торговли пеканами, мясом птицы и молочными продуктами. В 1877 году город вырос настолько, что составил свою первую карту города. В 1888 году в городе начала продаваться собственная газета Веймар-Меркюри, публикация которой продолжается и по сей день.
В Веймаре также присутствует богатая история бейсбола. Парк ветеранов (на поле Стрикленд) опередил свое время, будучи построенным в 1948 году, и стал первым освещенным бейсбольным полем между Сан-Антонио и Хьюстоном. Парк ветеранов и сейчас остается современным бейсбольным стадионом, на котором в 2005 году состоялся турнир Мировой серии Лиги Бейба Рута.
2 мая 1999 года в Веймаре были убиты Норман и Карен Сирники серийным убийцей Анжелом Резендицем. Их пасторат примыкал к железнодорожным путям.
В XX веке население Веймара росло стабильно, но медленно, каждые 10 лет оно увеличивалось в среднем на 250 человек. Количество предприятий бизнеса особо не изменялось, оставаясь на уровне 70 ед. После численности населения в 1976 году в 2,400 человек, в последующее десятилетие оно немного сократилось. В 1980 году в городе проживало 2,128 человек, в 1990 году — 2,052 человека, в 2000 — 1,981. В 2010 году численность населения подскочила до 2,151 человек.

## География
Веймар расположен на западе округа Колорадо. Согласно Бюро переписи населения США площадь города составляет 6 км².
Через центр города проходит 90 Автомагистраль, а Межштатная автомагистраль 10 проходит по южной части города с 682 съездом. Сам город расположен на 24 км восточнее Колумбуса, окружного центра. Центр Хьюстона удалён от города на 142 км на восток, центр Сан-Антонио — 175 км на запад.

## Население
Согласно переписи 2000 года в Веймаре проживали 1,981 человек (из которых 522 семьи) и было зарегистрировано 1,296 различного жилья. Плотность населения была 338.4 человек/км2. Плотность застройки 940 единиц жилья была в среднем 160,6/км2. Расовое разнообразие города значилось 67,95 % белыми, 21,76 % афроамериканцами, 0,15 % коренными американцами, 0,91 % азиатами, 20,47 % прочими расами и 2,67 % смешанными расами. Испаноязычные или латиноамериканцы любой расы составляли 14,74 % населения.
Из 817 единиц жилья, у жителей 27,2 % есть дети младше 18 лет, живущие с ними, жители 47,6 % обручены и живут вместе, в 13,3 % проживают домохозяйки без мужа, и в 36,0 % нет семей. Около 33,7 % всего жилья построены без помощи застройщика, в 20,7 % проживают пожилые люди в возрасте от 65 лет. В среднем в одном жилище проживает 2.34 человека, а средний размер семьи — 2.99 человек.
В городе население распределено следующим образом: 24,5 % жителей младше 18 лет, 6,1 % возраста от 18 до 24 лет, 22,3 % возраста от 25 до 44 лет, 22,7 % возраста от 45 до 64 лет и 24,4 % жителей 65-летнего возраста и старше. Возрастная медиана составляет 42 года. На каждые 100 жителей женского пола приходится 83.4 мужского пола. На каждые 100 жителей женского пола старше 18 лет приходится только 77.8 мужского.
Доходная медиана жилищ составляет $27,667, а на каждую семью — $42,143. Доходная медиана жителей мужского пола равна $31,477 против $16,757 женского. Доход на душу населения города составляет $16,272. Около 9,0 % семей или 13,2 % всего населения находятся за чертой бедности, включая 22,0 % из них жителей младше 18 летo и 14,5 % старше 65 лет.

## Экономика
Местная предпринимательская деятельность включает в себя мясопереработку, обработку инструментов и листового металла, а также производство промышленных прокладок. Сельское хозяйство все еще играет довольно важную роль в жизни города, поскольку Веймар и сейчас торгует фуражным зерном, мысом птицы, кукурузой, пеканами и говядиной. Бывшая железная дорога БбБК эксплуатируется и сегодня как часть системы железных дорог Union Pacific Railroad.

## Образование
Город обслуживается Веймарским независимым школьным округом, который включает в себя детский сад, начальную школу, младшую среднюю школу и старшую школу.
Кроме того, расположенная в городе частная католическая школа Святого Михаила епархии Виктории предлагает образование для учащихся от детского сада до средней школы.
Назначенным общественным колледжем для Веймарского НШК является Младший колледж округа Уортон.